# Mycoplasma penetrans
Mycoplasma penetrans è una specie di batterio appartenente alla famiglia delle Mycoplasmataceae.